# Brigata Garibaldi "Ugo Muccini"

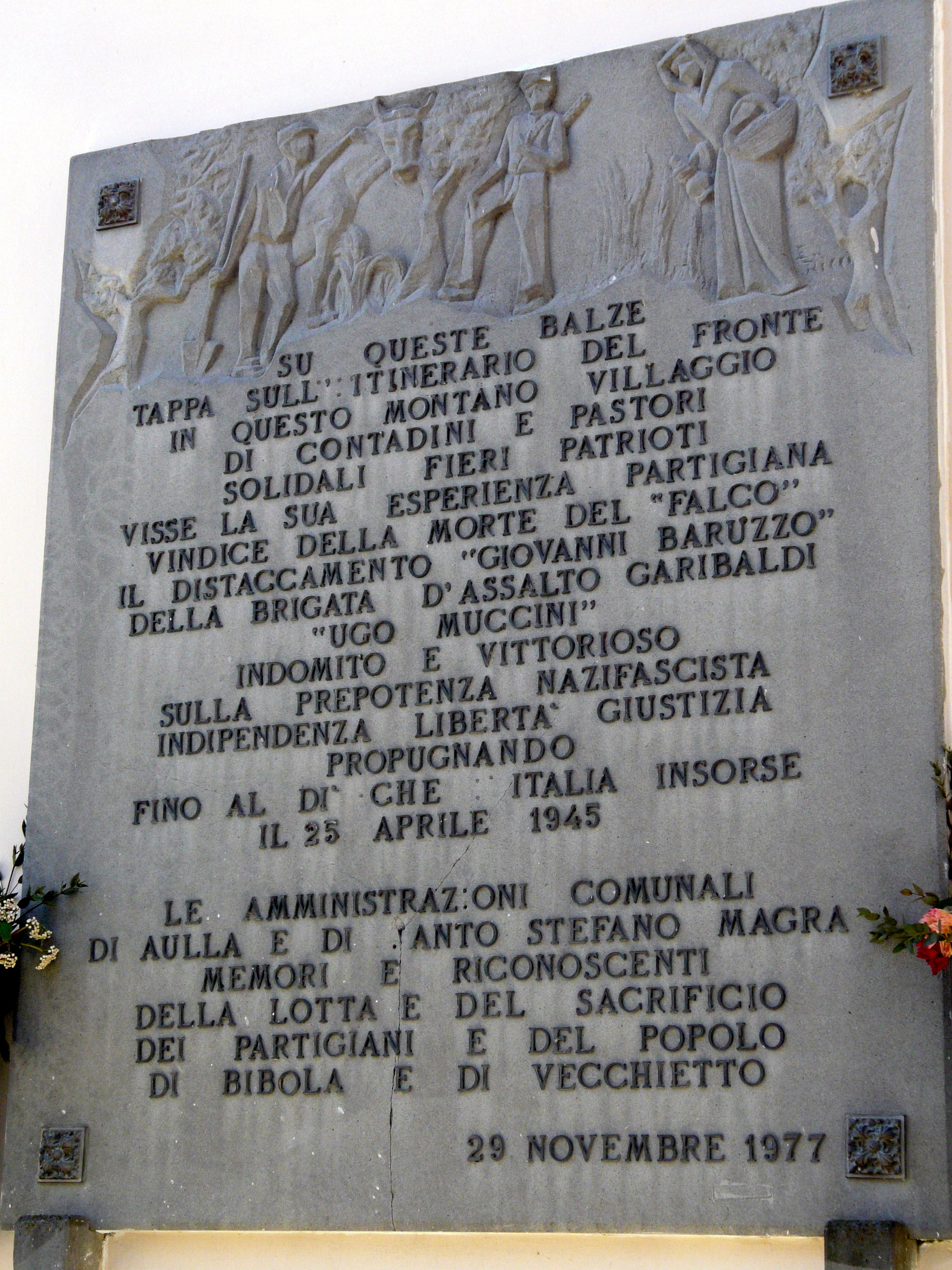
Lapide commemorativa della Brigata Muccini a Vecchietto (Aulla)

La Brigata Garibaldi "Ugo Muccini" fu una brigata partigiana organizzata dal Partito Comunista Italiano, che iniziò ad operare nell'agosto 1944 sui contrafforti delle Alpi Apuane nella provincia della Spezia ad est del Magra e a sud dell'Aulella. L'area in quel momento costituiva una retrovia del fronte, attestato sulla linea Gotica. 
Il reparto prendeva il nome da un giovane comunista di Arcola morto nella guerra di Spagna.

## I precursori
La Brigata fu l'evoluzione del processo di organizzazione della resistenza armata nel Sarzanese e nelle Alpi Apuane. Nel primo inverno di guerra civile i partigiani erano pochi e divisi in tante bande non coordinate fra di loro. 

### La banda del Monte Nebbione
Le origini della brigata vanno ricercate in quello che Giorgio Bocca ha chiamato il "gruppo del Monte Nebbione" e che fu la prima banda di resistenti in Lunigiana. Il gruppo si era costituito già il 9 settembre 1943 all'indomani dell'8 settembre, quando divenne chiaro che il Nord passava sotto il controllo diretto tedesco e perciò gli antifascisti, che erano usciti allo scoperto durante i "quarantacinque giorni", sarebbero stati perseguitati. Perciò i comunisti sarzanesi ritennero prudente lasciare le proprie case e ritirarsi sulle colline fra Sarzana, Santo Stefano Magra e Fosdinovo. Come comandante fu scelto Arturo Emilio Baccinelli e come commissario politico Paolino Ranieri, ma il vero ispiratore del gruppo era Anelito Barontini, che rimaneva a tenere i collegamenti con l'organizzazione del Partito.
Nel novembre del 1943 il Partito Comunista della Spezia, in obbedienza alle direttive nazionali, decise di organizzare degli attentati contro i "caporioni" fascisti. Questa scelta aveva come obiettivo quello di incrinare la saldezza della Repubblica Sociale Italiana e corrispettivamente di infondere fiducia nei propri aderenti. Questa strategia doveva servire anche a costringere ad una scelta di campo gli antifascisti incerti ed il CLN locale, che non aveva ancora voluto fare la scelta della lotta violenta contro il nazifascismo.
Di questi attentati fu incaricato il gruppo di Monte Nebbione, perché era l'unico gruppo armato disponibile. Il 13 dicembre 1943 fu ferito il commissario prefettizio di Sarzana Michele Rago; il 9 gennaio 1944 fu ucciso un veterano squadrista di Sarzana; il 20 gennaio successivo venne colpito un tram carico di militi della Xª Flottiglia MAS, ferendone venti, ma causando anche la morte di due operai. Come in altre città a questi primi attentati non seguirono rappresaglie fasciste sia perché non erano stati uccisi tedeschi, ma anche perché il prefetto della Spezia Turchi vietò le ritorsioni sperando in questo modo di non alienarsi la popolazione.
A fine gennaio i comunisti fecero il bilancio di questa prima stagione di attività e si resero conto che, se era vero che avevano costretto il CLN ad agire, tuttavia le istituzioni repubblichine della Spezia erano rimaste salde. Perciò venne deciso che solo un gruppo di partigiani restasse a Tresana, ma che il resto del reparto si trasferisse al Passo di Cento Croci.
Nel febbraio del 1944 i partigiani sarzanesi e spezzini che il PCI locale aveva inviato a combattere in Val di Taro confluirono nella banda di Mario Devoti "Betti". In riconoscimento del loro apporto il santostefanese Primo Battistini "Tullio" divenne vicecomandante della banda e Paolino Ranieri "Andrea" commissario politico. 
Il 12 marzo 1944 ebbe un luogo un episodio controverso, l'assalto della stazione di Valmozzola sulla Ferrovia Pontremolese, del quale esistono quattro versioni memorialistiche diverse, che presentano alcune contraddizioni. In particolare è contestato il motivo dell'attacco alla stazione: la maggior parte della memorialistica afferma che l'obiettivo dell'operazione fosse la liberazione di tre renitenti prigionieri sul treno; tuttavia la storiografia più recente ritiene improbabile che i partigiani sapessero già da prima che sul treno c'erano dei disertori da liberare. Tende perciò ad accreditare la versione secondo cui l'obiettivo iniziale non fosse il treno, ma il capostazione, noto fascista, che però era assente: perciò l'assalto al treno non era programmato e fu un azzardo. Nello scontro furono uccisi quattro militi repubblichini, ma rimase ucciso anche "Betti". I partigiani fecero prigionieri gli altri fascisti e ne fucilarono sei. Mentre furono liberati i tre renitenti prigionieri che erano a bordo del treno.
Benché lo scontro fosse risultato vittorioso, l'episodio di Valmozzola risultò nocivo al gruppo partigiano. Infatti "Tullio", in quanto vicecomandante, divenne il nuovo comandante. Tuttavia, i partigiani valtaresi accusarono proprio "Tullio" di aver ucciso deliberatamente Betti. Anche se l'accusa non ha mai trovato conferme, di fatto la maggioranza dei partigiani emiliani abbandonò il gruppo, che rimase composto quasi solo di spezzini. 
Nel giro di due mesi "Tullio" con la sua condotta "indisciplinata e a volte irresponsabile" era riuscito ad inimicarsi metà dei suoi uomini. Il commissario politico "Andrea", per evitare ulteriori scissioni, aveva fatto eleggere comandante Flavio Bertone "Walter".
Il gruppo rimasto agli ordini di "Walter" partecipò alla costituzione della zona libera della Valle del Ceno. Forse già in questa fase la banda prese il nome di "Ugo Muccini".
Nel giugno del 1944 la "liberazione" di Roma e lo sbarco in Normandia fecero credere che la guerra stesse per finire, così molte persone entrarono nelle formazioni partigiane.
Anche il Partito Comunista spezzino credette che l'arrivo degli alleati fosse vicino e così fece rientrare in Lunigiana dall'Emilia i circa sessanta partigiani della banda di "Betti". Questo gruppo si divise in più distaccamenti che operavano tutti sulle colline di Sarzana: il distaccamento Baccinelli, agli ordini di Flavio Bertone "Walter", il distaccamento "Righi" o "Stella Rossa", il distaccamento "Fiumi". Al di sopra di queste e di tutte le formazioni comuniste della provincia della Spezia fu posto l'ispettore Paolino Ranieri "Andrea".

### La banda "Vanni"
Nel maggio del 1944 Primo Battistini "Tullio", esautorato dal comando della banda "Betti", lasciò il gruppo e tornò alla Spezia, dove il PCI lo mise a capo di una nuova banda, detta "Vanni" con base a Zeri.
Il colpo più clamoroso messo a segno dalla banda fu la cattura il 24 luglio 1944 di un gruppo di venti soldati tedeschi a Ceparana.
In agosto la banda Vanni contava trecentottanta uomini. Tuttavia il rastrellamento tedesco del 3 agosto 1944 mise fine alla banda: dopo una breve resistenza si divise in piccoli gruppi, alcuni dei quali abbandonarono le armi per salvarsi.

### La 37 B
Nell'area di Bagnone e Licciana si erano costituiti piccoli gruppi partigiani. Il Partito Comunista avrebbe voluto che si organizzassero in un'unica Brigata Garibaldi, che viene ricordata come "37B", cioè trentasettesima brigata, o come banda di "Giovanni" dal nome di battaglia del comandante Ernesto Parducci. Dopo il ferimento di quest'ultimo il 18 giugno 1944 prese il comando dei gruppi Piero Galantini "Federico", che mise a segno alcuni colpi e sabotaggi.
Nell'agosto 1944 la banda si portò sulle colline sarzanesi, vicino ai reparti di "Walter" e "Fiumi".

### La banda "Orti"
Il gruppo di Lido Galletto, nome di battaglia "Orti", si era formato sulle colline riunendo renitenti di Fosdinovo e Castelnuovo Magra. Tuttavia, nel febbraio 1944 per paura del bando Graziani molti di essi si arruolarono provvisoriamente nelle forze armate repubblichine. La banda "Orti" divenne operativa solo nella primavera del 1944 quando i giovani dei due paesi disertarono l'esercito repubblichino e tornarono alla banda.

## La fondazione

### 7 agosto 1944: nasce la prima Brigata "Ugo Muccini"
La prima fondazione di una brigata partigiana "Ugo Muccini" avvenne il 7 agosto 1944 nel paese di Tenerano. Qui si svolse una riunione convocata dai partiti antifascisti, ma in particolar modo dai comunisti, per coordinare le forze dopo che la zona era diventata la retrovia della Linea Gotica. Erano presenti rappresentanti delle bande comuniste apuane, "Cartolari" ed "Ulivi", e spezzine, "Walter", "Fiumi", "Stella Rossa" e forse "Federico"; vi presero parte i capi dei reparti azionisti Alfredo Contri e "Mario" Tosi; c'erano inoltre gli autonomi "Orti" e "Elio". Si decise di costituire un'unica brigata di settecento uomini, sebbene articolata nelle dieci bande di base, che conservavano la loro autonomia. Comandante sarebbe stato il maggiore Contri, che da un anno organizzava i "lanci" nell'area alla sinistra del Magra, e commissario politico sarebbe stato il comunista Giuseppe Antonini.
I comunisti pensavano con questa operazione di prendere il controllo dell'area e porre sotto tutela Contri, che era il capo partigiano più rispettato della zona.
Un'operazione della banda "Ulivi" non concordata con Contri portò all'uccisione di sedici uomini delle SS a San Terenzo Monti. Questo fatto scatenò una violenta rappresaglia delle SS comandate da Walter Reder che uccisero 158 persone. Poi, il 24 agosto, Reder organizzò un rastrellamento di tutta l'area occupata dalla brigata Muccini, passato alla storia come l'eccidio di Vinca: in tre giorni furono uccisi 143 civili e bruciate quattordici frazioni. La brigata Muccini non riuscì a resistere ai tedeschi e si disgregò, ma in effetti non subì perdite significative.

### 25 agosto 1944: nasce la Brigata Garibaldi "Ugo Muccini" carrarese
Il 25 agosto Contri fu esautorato dal comando della brigata. Prese il suo posto il comunista Antonini che riuscì a evitare l'accerchiamento tedesco. Alla fine di agosto la prima Brigata Muccini risultava divisa in due brigate: gli azionisti di Contri e di "Mario" costituirono la Brigata "Carrara", mentre i comunisti continuavano la brigata "Muccini" sotto il comando di Antonini.
In effetti in questa fase la Brigata Muccini era costituita solo dai reparti comunisti carraresi: la banda "Ulivi", la "Cartolari" e la banda di "Elio". La brigata dipendeva dalla sezione comunista di Carrara che infatti il 10 ottobre destituì il versiliese Antonini e nominò comandante Alessandro Brucellaria "Memo" (proveniente dalla "Ulivi") e commissario politico Luigi Rigo (della banda di "Elio").
In questo momento sembrava ancora possibile uno sfondamento della Linea Gotica prima dell'inverno. i partigiani erano divisi fra il desiderio di partecipare all'azione ed il freno della paura di ritorsioni sulla popolazione civile. In effetti i ribelli carraresi misero in atto varie azioni contro reparti tedeschi, ma in alcuni casi esse si conclusero con il rilascio degli stessi, per la pressione delle popolazioni locali timorose di rappresaglie.
Alla fine di novembre, pochi giorni prima che i tedeschi scatenassero l'operazione "Barbara", la Muccini carrarese prese il nome di 4ª Brigata Garibaldi Apuana "Gino Menconi".

### 19 settembre 1944: nasce la Brigata Garibaldi "Ugo Muccini" ligure
Nell'area sarzanese la costituzione di una brigata che riunisse tutte le formazioni comuniste richiese più tempo. Il 19 settembre nel bosco di Faeta si riunirono i rappresentanti delle bande e fu decisa la formazione di una Brigata Garibaldi, che prendeva anch'essa il Nome "Ugo Muccini". Poiché questa brigata Muccini operava in Liguria, alle dipendenze della I Divisione Ligure, fu spesso chiamata Brigata Muccini "ligure" per distinguerla dalla "carrarese", che dipendeva dalla Divisione Lunense.
Il comandante della Muccini ligure era Piero Galantini "Federico", mentre il commissario politico era Dario Montarese "Briché". Flavio Bertone "Walter" era di fatto il vicecomandante. Il comando della Brigata fu posto nel paese di Canepari.
La Brigata Muccini ligure riuniva le formazioni nate dal gruppo del Monte Nebbione, dalle bande di "Tullio" e dalla 37 B. 
Nel momento di massima espansione, fra il 19 settembre ed il 29 novembre 1944, la brigata si articolava in nove distaccamenti:
- "Bottero": comandante Piero Galantini "Federico", commissario politico Guido Bottiglioni.
- "Baccinelli": comandante Flavio Bertone "Walter", commissario politico Guglielmo Vesco.
- "Righi" o "Stella Rossa": comandante Rinaldo Caprioni, commissario politico Mario Portonato.
- "Gerini": comandante Giorgio Cargioli, commissario politico Bruno Caleo "Fiumi".
- "Spadoni": comandante Primo Battistini "Tullio", commissario politico Gaetano Ferrario.
- "Signanini": comandante Vincenzo Montani, commissario politico Angelo Tasso.
- "Orti": comandante Lido Galletto "Orti", commissario politico Vilmo Cargioli.
- "Garbusi": comandante Socrate Benacci, commissario politico Nunzio Badiale.
- "Bertoni": comandante Vitaliano Gambarotta, commissario politico Luigi Cibei.

Anche grazie allo sfaldamento della RSI nella provincia della Spezia, la Muccini ligure prese il controllo delle colline sarzanesi e fece alcune puntate clamorose anche nella città di Sarzana.
Nel novembre 1944 le formazioni partigiane raggiunsero il massimo degli effettivi (la Muccini "ligure" contava settecento effettivi), ma ciò era dovuto alla falsa prospettiva che gli Alleati avrebbero sfondato il fronte prima dell'inverno. Quando si comprese che la guerra sarebbe continuata ancora per un inverno, il movimento partigiano entrò in crisi per motivi logistici: non c'erano alloggi e vestiti adatti per affrontare l'inverno, e le popolazioni civili non avevano un surplus per sfamare i ribelli. Il proclama Alexander del 13 novembre sancì questa crisi, escludendo anche gli aviolanci alleati per tutto l'inverno.
Le alternative erano la smoblitazione, almeno parziale, o la "pianurizzazione", la discesa a quote più basse. La I Divisione Liguria scelse la seconda opzione.

## L'operazione "Barbara"
Alla fine di novembre i tedeschi scatenarono un nuovo rastrellamento nell'area apuano-sarzanese, che prese il nome di operazione "Barbara".
La mattina del 29 novembre i tedeschi attaccarono sia dalla valle dell'Aulella, che dalla valle del Magra e dal litorale carrarese. I partigiani della Muccini ligure riuscirono a ritardare l'accerchiamento e alla sera erano nei boschi di Fosdinovo, dove rimasero nascosti per tutto il giorno successivo. Durante la notte fra il 30 e il 31 "Federico" con i quattrocento partigiani rimasti cercò di uscire dall'accerchiamento e di raggiungere il Monte Sagro, ma trovò sul percorso un nido di mitragliatrici tedesco che costrinse i ribelli a disperdersi.
All'esito dell'operazione la Brigata Muccini contò venti morti e molti feriti. L'operazione "Barbara" rappresentò il collasso della Resistenza apuana. Come per le altre formazioni, la maggioranza degli uomini della Muccini ligure decise di passare il fronte attraverso il varco delle Alpi Apuane; solo un piccolo raggruppamento rimase sui colli di Sarzana.

### La nascita della Brigata "Ugo Muccini" di linea
Durante il mese di dicembre del 1944 i due gruppi si riorganizzarono. Il gruppo che aveva passato il fronte si ricostituì come Brigata Ugo Muccini "di linea" agli ordini di Piero Galantini "Federico". La settantina di partigiani rimasti in zona era guidata da Flavio Bertone "Walter" e aveva come commsissario politico Dario Montarese "Briché".
Alla fine di gennaio del 1945 gli uomini al comando di "Walter" erano arrivati ad essere un'ottantina. La popolazione continuava ad essere diffidente per paura delle rappresaglie tedesche. La nuova formazione sostenne alcuni scontri vittoriosi con reparti fascisti e catturò due decine di prigionieri che furono inviati alla Brigata "Gino Menconi" per essere imprigionati nelle cave di marmo.
Nell'aprile del 1945 gli uomini della Muccini cominciarono a compiere sistematiche imboscate a Sarzana, mentre gli Americani avanzavano lentamente su Massa e Carrara. Le puntate aggressive della Muccini contribuirono a convincere le Brigate Nere ad abbandonare Sarzana prima dell'arrivo degli Americani.
Il 23 aprile 1945 i partigiani della Muccini entrarono a Sarzana prima degli Alleati. Insieme agli alleati entrò poi a Sarzana la Muccini "di linea".